# Kimboraga yampiensis
Kimboraga yampiensis är en snäckart som beskrevs av Alan Solem 1985. Kimboraga yampiensis ingår i släktet Kimboraga och familjen Camaenidae. Inga underarter finns listade i Catalogue of Life.